# ГЕС Hóngkǒu
ГЕС Hóngkǒu (洪口水电站) — гідроелектростанція на сході Китаю у провінції Фуцзянь. Використовує ресурс із річки Huotong, яка впадає до затоки Санша північніше від Фучжоу.
В межах проекту річку перекрили греблею із ущільненого котком бетону висотою 130 метрів, довжиною 340 метрів та шириною по гребеню 6 метрів, яка утримує витягнуте на 17,2 км водосховище з площею поверхні 8,9 км2. Останнє має припустиме коливання рівня у операційному режимы між позначками 132 та 165 метрів НРМ, тоді як під час повені рівень може зростати до 167 метрів, чому відповідає об'єм у 449,7 млн м3.
Машинний зал станції розташований на лівому березі за 0,55 км від греблі. Його обладнали двома турбінами типу Френсіс потужністю по 100 МВт, які використовують напір у 89 метрів та забезпечують виробництво 452 млн кВт-год електроенергії на рік.
Видача продукції відбувається по ЛЕП, розрахованій на роботу під напругою 220 кВ.
Під час спорудження станції викорстали 709 тис. м3 бетону та провели виїмку 0,44 млн м3 породи.